# Умформер

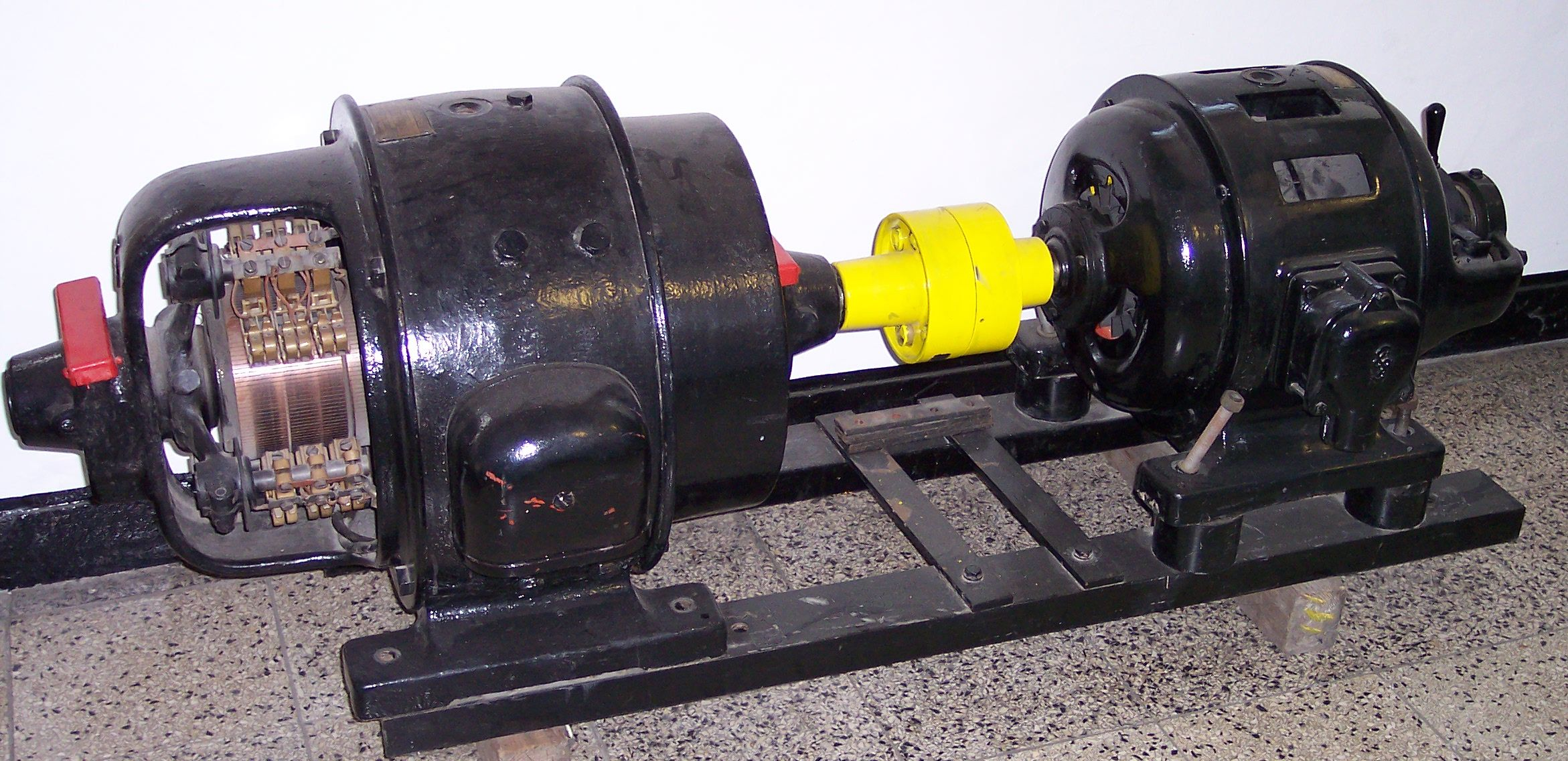

Умформер, Мотор-генератор чи Електромашинний перетворювач (англ. dynamotor, Motor–generator, нім. Umformer m) — електрична машина для перетворення електричної енергії з однієї її форми в іншу.
Може здійснювати:
- перетворення постійного електричного струму в змінний, як правило, більш високої напруги;
- отримання постійного струму із змінного для спеціальних випадків (живлення зварювального устаткування, деякі моделі старих електровозів);
- передача потужності між електромережами різної частоти (50 і 60 Гц, залізниці з живленням змінним струмом зниженої частоти);
- перетворення однофазного струму в трифазний;
- перетворення постійного струму однієї напруги на постійний струм іншої напруги.

## Опис
Найчастіше являє собою електродвигун, з'єднаний валом (ремінною передачею, системою зубчастих шестерень) з електричним генератором. У конструкцію також вводяться додаткові пристрої для стабілізації вихідної напруги і частоти.
Відомі також умформери з єдиним якорем (одноякірні перетворювачі), у яких обмотки різного роду струму роз'єднані. Обмотки постійного струму виводяться на колектор, а змінного струму — на контактні кільця.
Є також машини з загальними обмотками для різного роду струму. У разі перетворення числа фаз навіть немає потреби в колекторі або ковзних контактах. У цьому випадку вся обмотка навивається на статорі і в потрібному місці робляться відпайки. Таким чином, наприклад, асинхронна машина може перетворювати одно — чи двофазний струм на будь-який багатофазний (наприклад — 3-фазний).
Приклад такої машини — фазорозщеплювач електровозів ВЛ60, ВЛ80, ВЛ85, а також ЭП1М, 2ЭС5К і 3ЭС5К нових випусків.

## Переваги та вади

### Переваги
- Гальванічна розв'язка вхідних і вихідних електричних кіл;
- отримання на виході майже ідеальної синусоїдальної напруги, без шумів, пов'язаних з роботою інших споживачів мережі;
- простота пристрою та його обслуговування;
- можливість отримання на виході трифазної напруги без істотного ускладнення конструкції;
- згладжування кидків струму при різкій зміні навантаження або короткочасному вимкненні напруги живлення, за рахунок інерції ротора;
- простота рекуперації енергії.

### Недоліки
- порівняно низький ресурс з причини наявності рухомих частин;
- висока маса і вартість за рахунок матеріаломісткості конструкції;
- вібрація і шум;
- необхідність технічного обслуговування (мастило підшипників, чистка колекторів, заміна щіток у колекторних машинах);
- низький ККД, як правило, 50 -70 %, через подвійне перетворення енергії.

## Застосування в електрообладнанні танків, САУ, бронемашин
Умформер в танку чи іншому бронеоб'єкті — це джерело живлення анодних та екранних ланцюгів ламп радіоприймача в залежності від номінальної величини напруги першоджерела радіостанції.
Наприклад, для внутрішнього зв'язку між членами екіпажу танка КВ-1 використовувався переговорний пристрій ТПУ-4-БІС, до складу якого входило чотири абонентських апарати із шоломофонами і умформер РУ-11Б з фільтром.
Використовувався такий мотор-генератор з радіостанціями 9-Р, 9-РМ, 10-РК-26, 71-ТК-3, у переговорних пристроях ТПУ-4-БІС, тощо